# Duilio Magnani
Duilio Magnani (Misano Adriatico, 11 giugno 1928 – Rimini, 20 aprile 2010) è stato un prete ed esperantista italiano.
Per oltre quindici anni ha presieduto la Internacia Katolika Unuiĝo Esperantista (IKUE), l'organizzazione mondiale dell'esperantismo cattolico. È stato presidente onorario dell'IKUE e membro onorario dell'Associazione universale esperanto.
Magnani morì il 20 aprile 2010 per un tumore.

## La carriera ecclesiastica
Figlio di poveri contadini, fu costretto in gioventù ad elemosinare per potersi sostenere nel corso dei suoi studi. Durante la seconda guerra mondiale frequentò la scuola media a Trento, quindi il ginnasio a Rimini. Studiò quindi teologia a Bologna, e il 28 giugno 1953 prese servizio come sacerdote, di nuovo a Rimini.
Dopo tre anni, nel 1956, divenne parroco in un villaggio di campagna presso Rimini, San Savino. Nel 1964 divenne parroco a Rimini, nel quartiere di San Giuliano Mare, e abbandonò la carica solo nel 2003, al compimento dei settantacinque anni di età, come prescritto dal diritto canonico.
Per molti anni fu figlio spirituale di padre Pio, che conosceva personalmente; guidò numerosi pellegrinaggi a San Giovanni Rotondo. Fu l'unico sacerdote non francescano ad essere concelebrante delle esequie di padre Pio.

## Magnani e il movimento esperantista
Magnani superò l'esame di primo grado di lingua esperanto nel 1969, e divenne presto attivo all'interno del movimento esperantista. Nel 1976 divenne segretario generale dell'Unione esperantista cattolica italiana, e nel 1979 presidente dell'Internacia Katolika Unuiĝo Esperantista (Unione cattolica esperantista internazionale, o IKUE). Rieletto diverse volte, mantenne tale carica sino al 1995, anno in cui presentò le proprie dimissioni.
Magnani guidò l'IKUE in un periodo chiave dei rapporti fra esperanto e Chiesa cattolica. Durante la sua segreteria, l'IKUE fu ufficialmente riconosciuta dalla Santa Sede come associazione privata internazionale di fedeli; furono approvati ufficialmente dal Vaticano il lezionario ed il messale in lingua esperanto; il papa iniziò la tradizione, tuttora vigente, di rivolgere i propri saluti a piazza San Pietro in esperanto a Natale e Pasqua.
Don Duilio Magnani fondò l'associazione onlus Cer-es tuttora attiva, vedi il sito internet: www.ceresonlus.it Archiviato il 23 febbraio 2016 in Internet Archive.